# Brigitte Fournier
Brigitte Fournier, née le 14 juin 1961 à Sion, est une cantatrice soprano connue en Valais en Suisse pour ses compétences en opéra lyrique. Sa voix qualifiée de soprano lyrique s'adapte de préférence à des compositeurs tels que Mozart et Richard Strauss,,.

## Biographie

### Formation
Elle suit une formation au conservatoire de Berne dans la classe de Jakob Stämpfli où elle obtient un diplôme d'enseignement du chant en 1983. Elle poursuit sa formation au sein de la Folkwang Hochschule d'Essen en Allemagne. Par la suite elle étudie au conservatoire de Lausanne, auprès de Juliette Bise, où elle obtient son premier prix en virtuosité en 1987. Elle complète sa formation à l'école d'Opéra de Bienne (maintenant Haute école des arts de Berne (HEAB), section Opéra) et obtient en 1987 son premier rôle, Naiade, dans Ariadne auf Naxos de Richard Strauss au Théâtre municipal et à l'Opéra de Lausanne.

## Carrière musicale
De 1988 à 1990, elle est engagée par l'Opéra de Lyon. Elle y interprète Rosina dans Le Barbier de Séville de Rossini et Norina dans Don Pasquale de Gaetano Donizetti. Son interprétation de Sœur Constance dans Dialogues des carmélites de Francis Poulenc fait l'objet d'un enregistrement en 1989-1990. Dans la première moitié de la décennie 1990, elle chante le Requiem de Brahms dirigé par Michel Corboz à la Cathédrale de Chartres. De retour en suisse en 1999, elle interprète les rôles de Blondchen dans L'Enlèvement au Sérail de Wolfgang Amadeus Mozart et de Sophie dans Werther de Jules Massenet au Grand Théâtre de Genève,. En 2000-2001, à l'Opéra de Lausanne, elle interprète Speranza et Ninfa dans L'Orfeo de Claudio Monteverdi sous la direction de Dominique Meyer et chante dans The Rape de Benjamin Britten et dans Lucio Silla de Wolfgang Amadeus Mozart dans divers récitals en compagnie d'une autre valaisanne, Brigitte Balleys. Elle devient ensuite professeur de chant au conservatoire de Sion.

### Discographie
L'Amour des trois oranges de Serge Prokofiev.